# Église Sainte-Dévote
Église Sainte-Dévote is een Rooms-Katholieke kerk in de Monegaskische wijk La Condamine, gewijd aan de heilige Devota, de patroonheilige van Monaco.
De kerk, destijds nog kapel, is voor het eerst vermeld in 1070, waarbij de kapel tegen Vallon des Gaumates is aangebouwd. In de 16e eeuw is de kapel gerenoveerd en in de eeuw erna uitgebreid met onder andere een portaal. De kapel bevatte glas-in-loodramen uit de 19e eeuw, die tijdens de Tweede Wereldoorlog werden verwoest. Na de oorlog zijn deze ramen hersteld. In 1887 werd de kapel tot parochiekerk verheven.
Tijdens de Formule 1-wedstrijden in het land, is de eerste bocht van het Circuit de Monaco vernoemd naar de kerk. De uitloopstrook van de eerste bocht ligt in het verlengde van de ingang van de kerk.